# حزب کارگران سوسیالیست انقلابی (ترکیه)
حزب کارگران سوسیالیست انقلابی (به تُرکی: Devrimci Sosyalist İşçi Partisi, DSİP) یک حزب سیاسی با مشی کمونیستی در کشور ترکیه است که از تروتسکیسم پیروی می‌کند و در سال ۱۹۹۷ توسط شوکت دوغان تارکان و همفکرانش در نشریۀ کارگر سوسیالیست تأسیس شده‌است. این گروه قبل از کودتای ۱۹۸۰ ترکیه با گروه چپ رادیکال جنبش رهایی‌بخش (به تُرکی: Kurtuluş Hareketi) ارتباطاتی داشت.
به دنبال یک انشعاب در حزب کارگران سوسیالیست انقلابی، گروه مخالفی به نام ضد سرمایه‌داری در درون حزب شکل گرفت. این گروه پس از انشعاب هیچ ارتباطی با حزب کارگران سوسیالیست انقلابی نداشته‌است.
حزب کارگران سوسیالیست انقلابی تاکنون در هیچ انتخاباتی در ترکیه شرکت نکرده‌است، اما از ائتلاف‌های انتخاباتی چپ حمایت کرده‌است. این حزب در انتخابات سراسری ترکیه در سال ۲۰۰۷ حمایت خود را از نامزدهای مستقل حزب جامعۀ دموکراتیک اعلام کرد.
حزب کارگران سوسیالیست انقلابی بخش ترکیۀ گرایش سوسیالیستی بین‌المللی به شمار می آید. حزب کارگران سوسیالیست انقلابی از مجلۀ سیاسی آلتوست حمایت می‌کند.
حزب کارگران سوسیالیست انقلابی یکی از مشارکت‌کنندگان در کنگرۀ دموکراتیک خلق‌ها است که در سال ۲۰۱۲ حزب دموکراتیک خلق‌ها را بنیان نهادند.